# Ivan Xixkin
Ivan Ivànovitx Xixkin, rus: Иван Иванович Шишкин, (25 gener 1832, Ielàbuga - 20 març 1898, Sant Petersburg) fou un pintor realista i gravador rus del segle xix.
Després de passar la seva infantesa a les regions salvatges dels Urals i del Volga, estudià a l'Escola de pintura, escultura i arquitectura de Moscou durant quatre anys, després a l'Acadèmia Imperial de les Arts de Sant Petersburg de 1856 a 1860, completant la seva formació amb grans honors i una medalla d'or. Cinc anys més tard, Xixkin es convertí en membre d'aquesta acadèmia i després en un dels professors. També fou professor a l'escola superior d'arts, especialitzat en paisatges. Durant un temps, Xixkin visqué i treballà amb el pintor Rudolf Koller a Zúric, Suïssa, i després a Alemanya, i es perfeccionà la seva tècnica de 1864 a 1865 a l'Acadèmia de Belles Arts de Düsseldorf. De tornada a Sant Petersburg, es convertí en membre del moviment dels Peredvíjniki (Itinerants) i el 1871 fundà la Societat d'Aquarel·les Russes. També participà en nombroses exposicions a Rússia i a l'estranger, a les Exposicions Universals de París el 1867 i el 1878, i a Viena el 1873. La tècnica de pintura de Xixkin es basa en un estudi analític de la naturalesa i en una investigació extensa sobre tots els temes. És famós pels seus sorprenents paisatges realistes, però també fou un excel·lent dibuixant i gravador. Fou enterrat al cementeri Tikhvine de Sant Petersburg.

## Obres

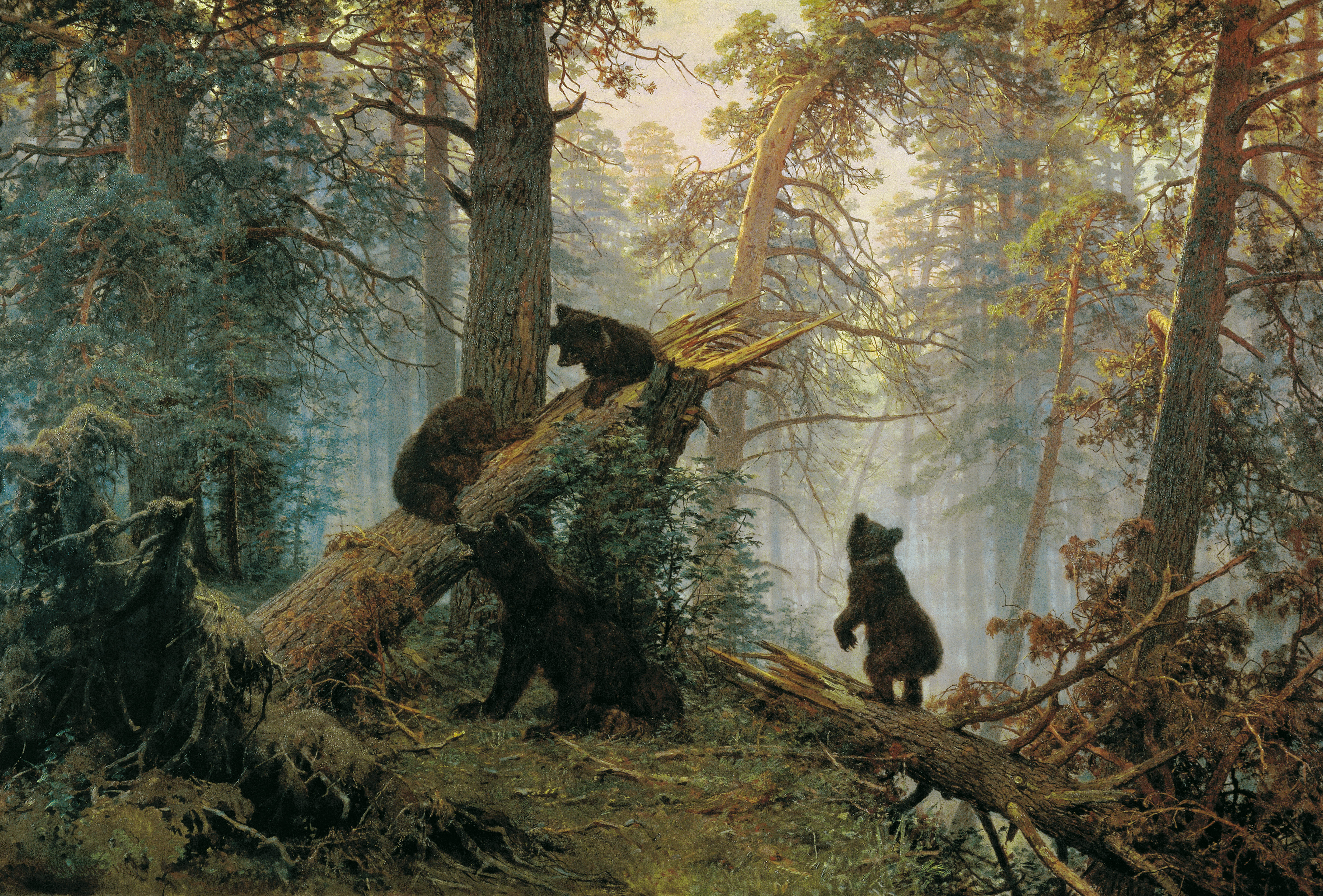
Matí en un bosc de pins
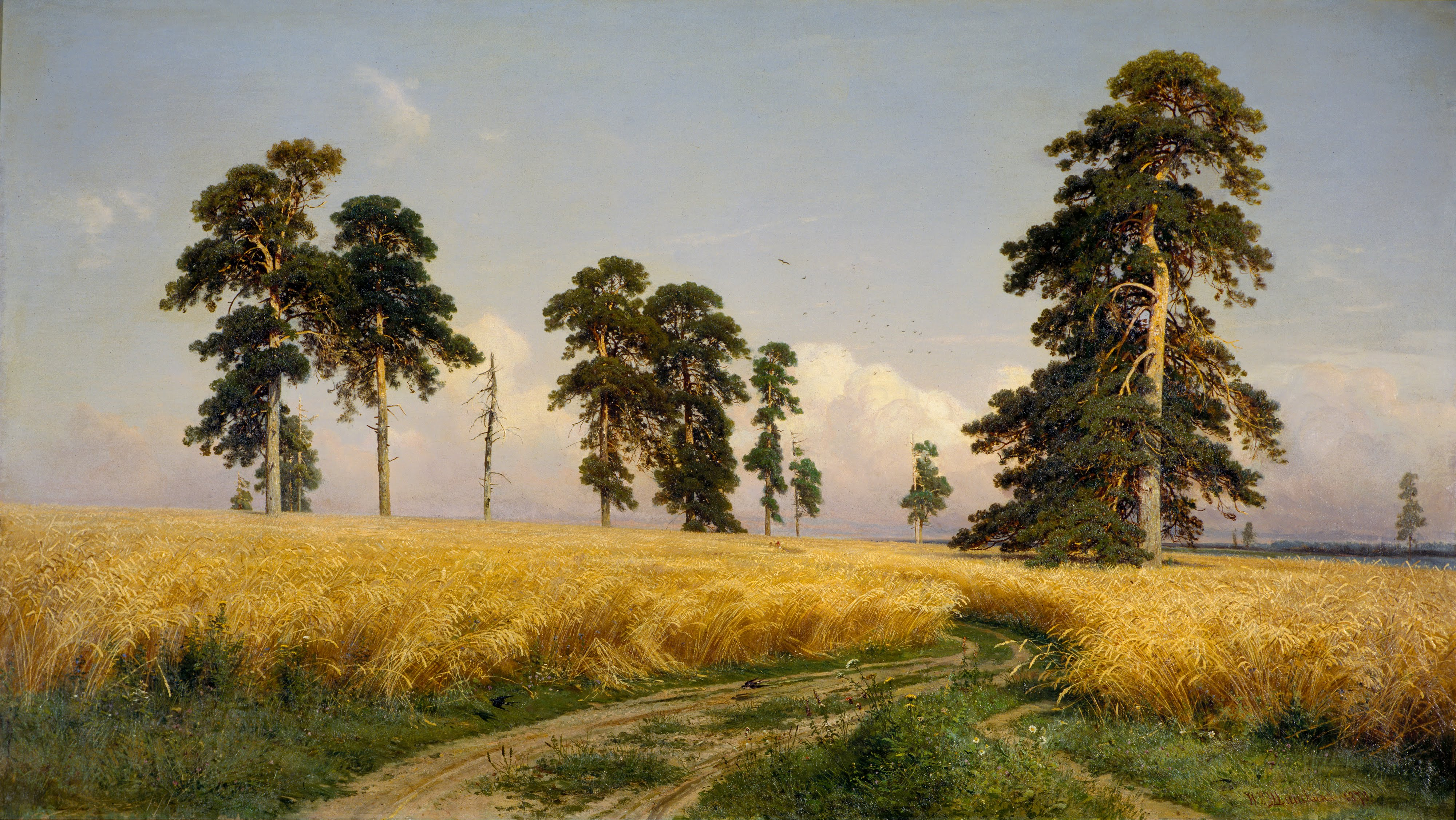
Un camp de sègol
Pluja en un bosc de roures
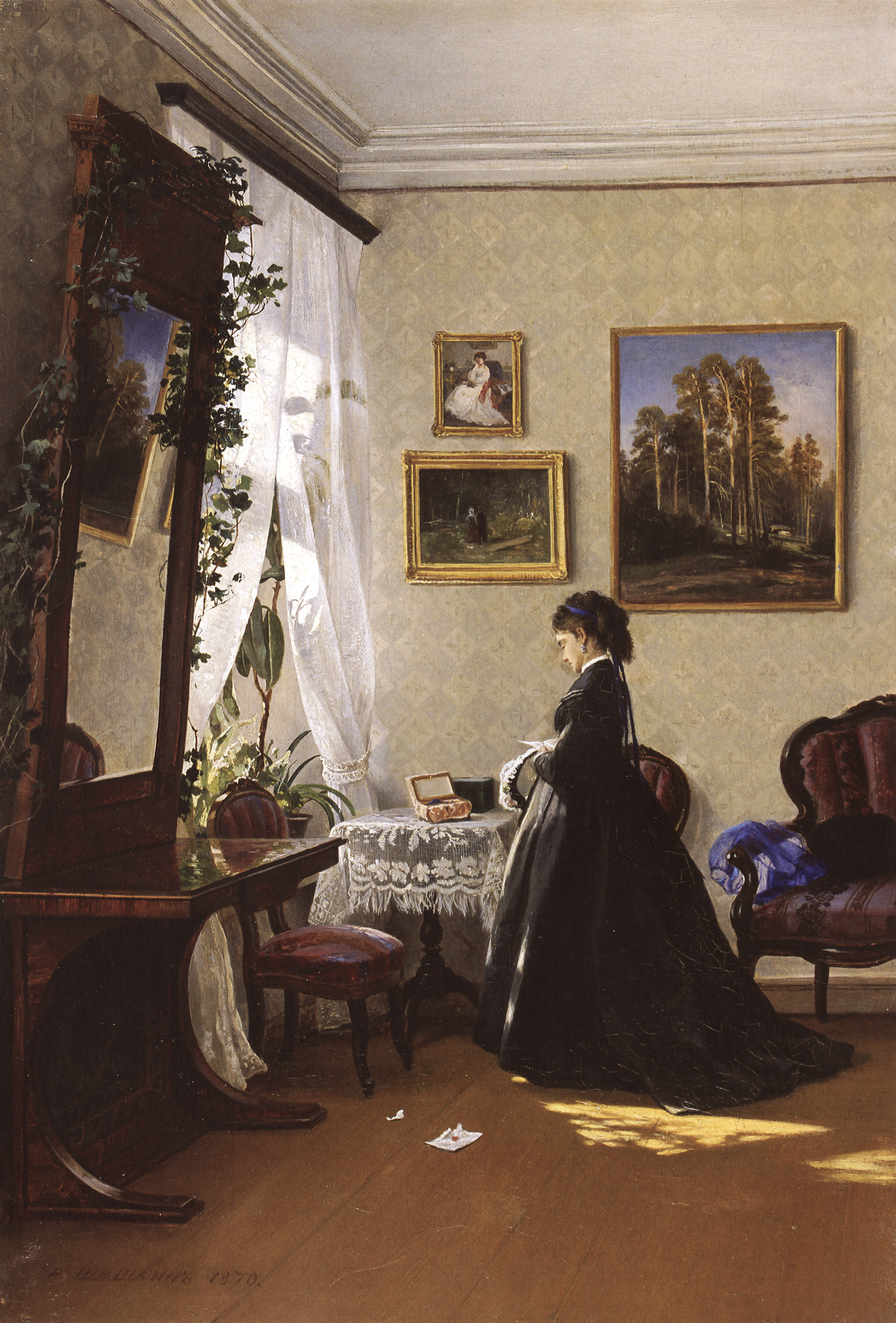
Davant del mirall
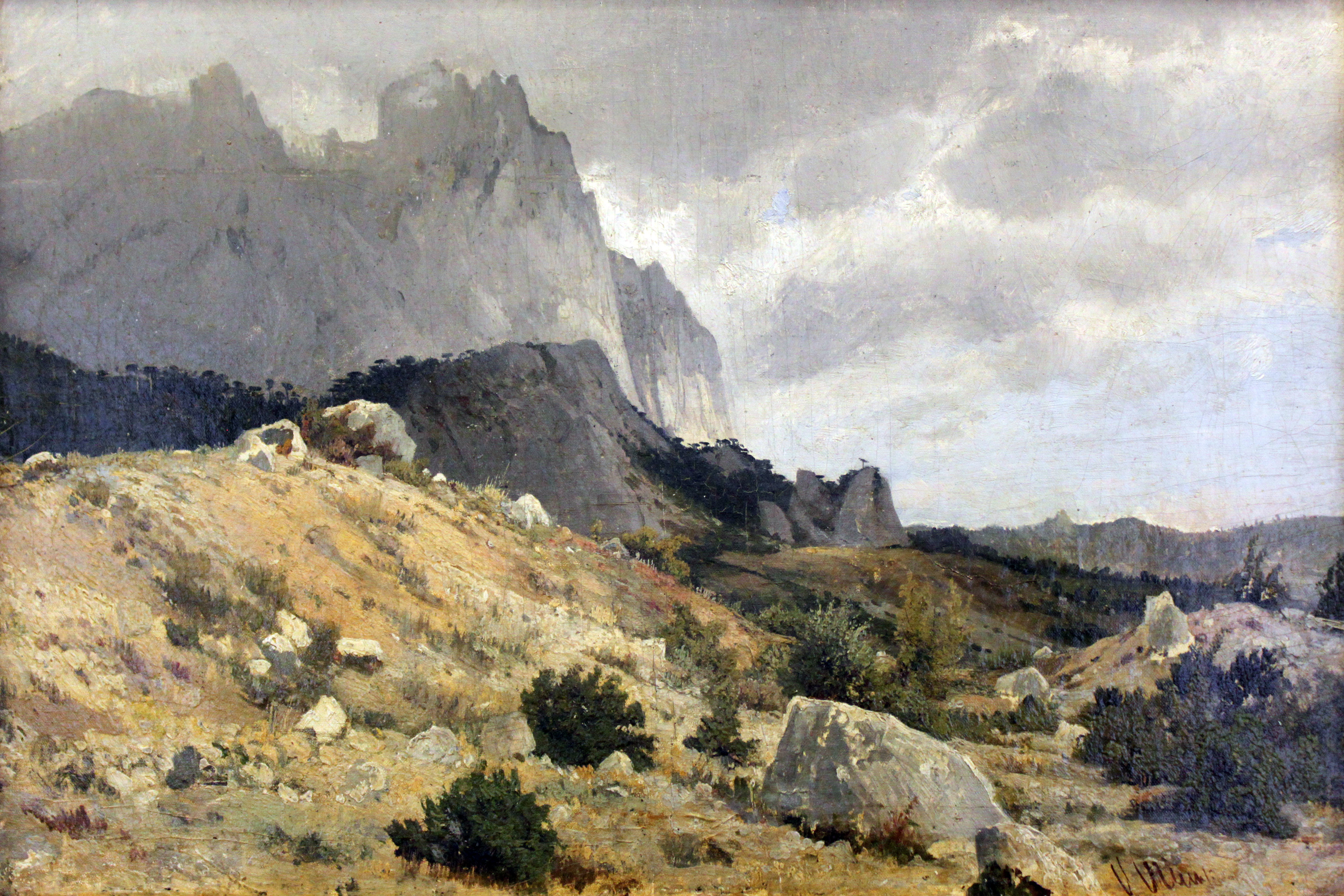
El paisatge rocós
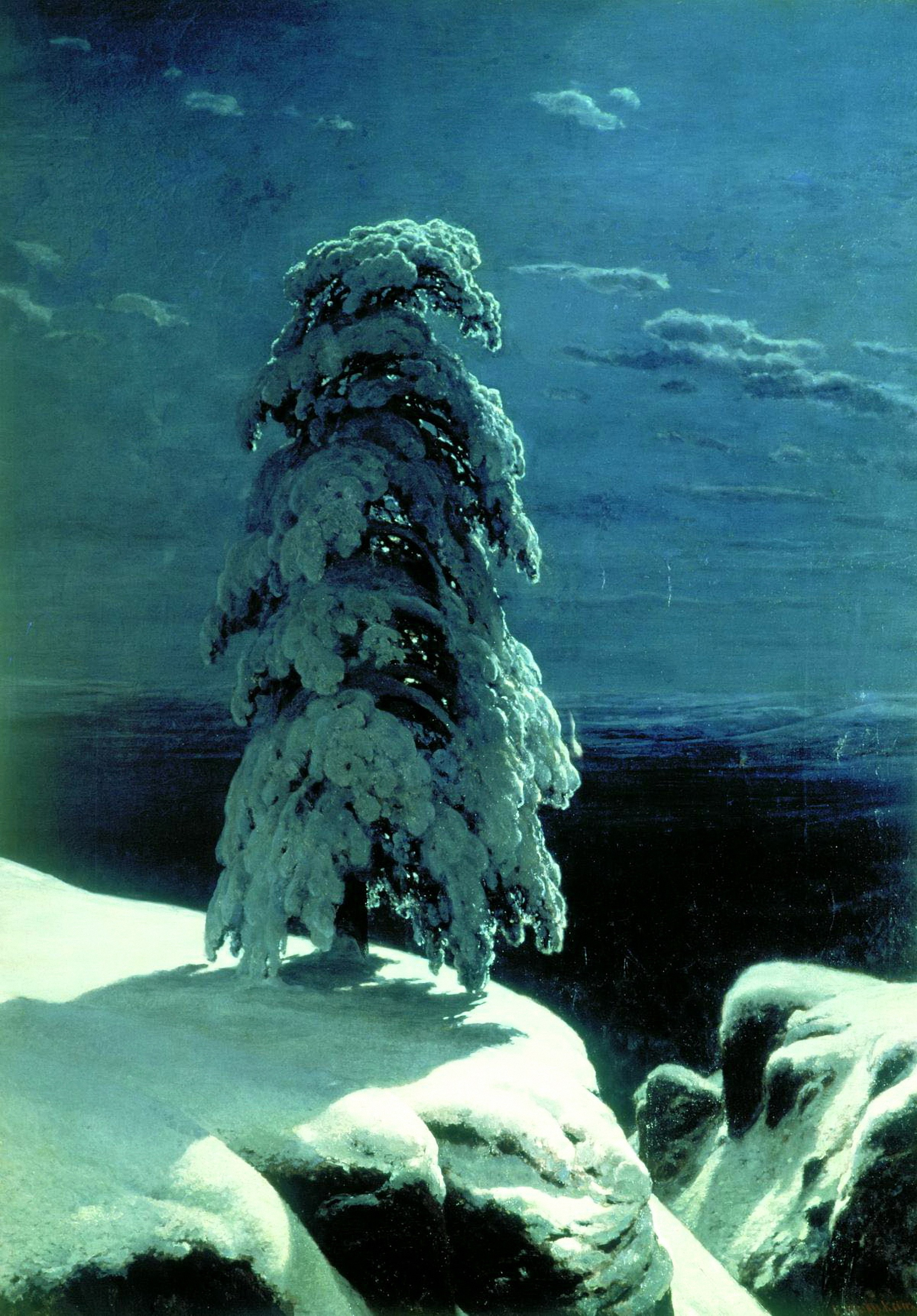
Al nord salvatge
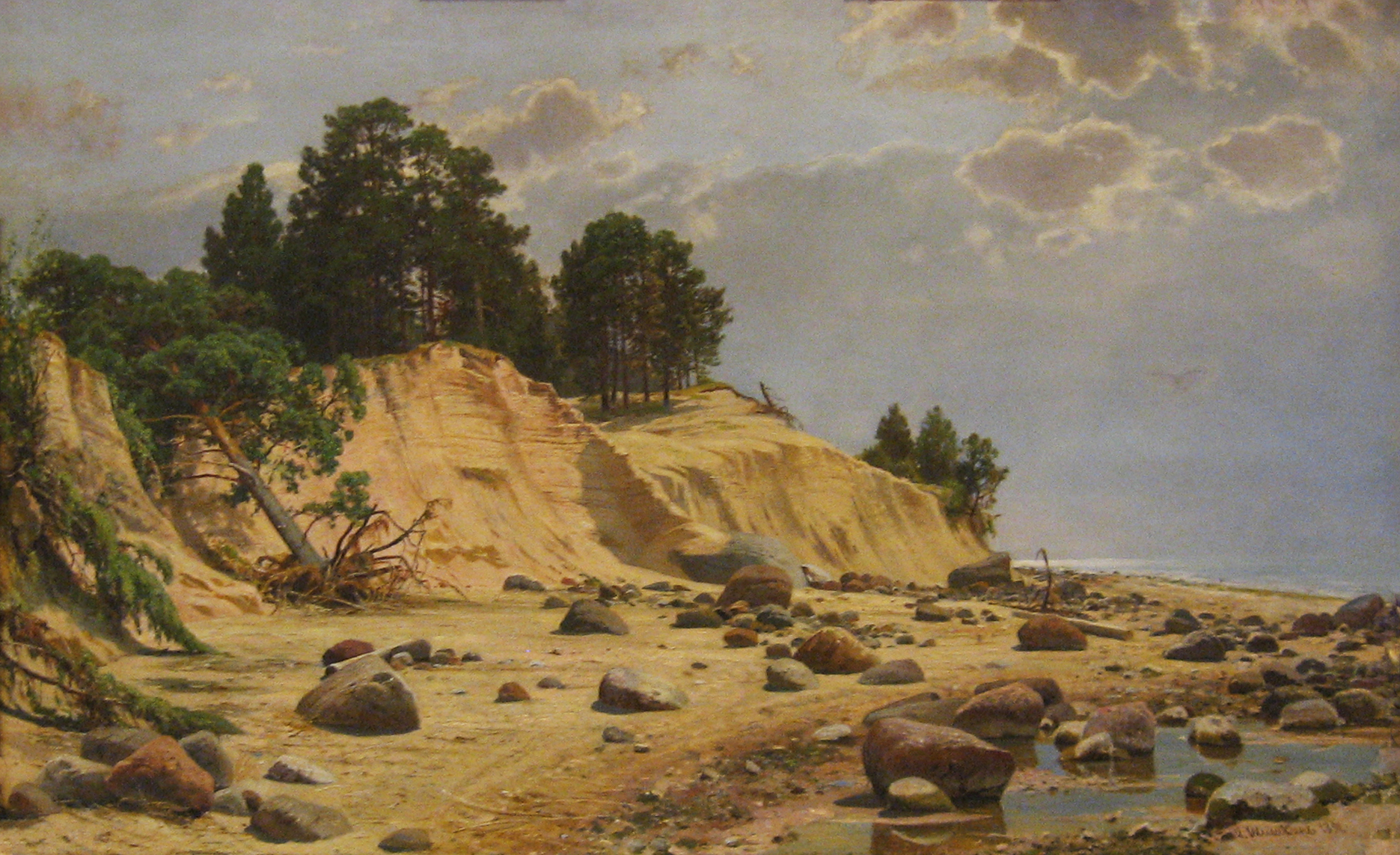
Després de la tempesta a Meri Hovi
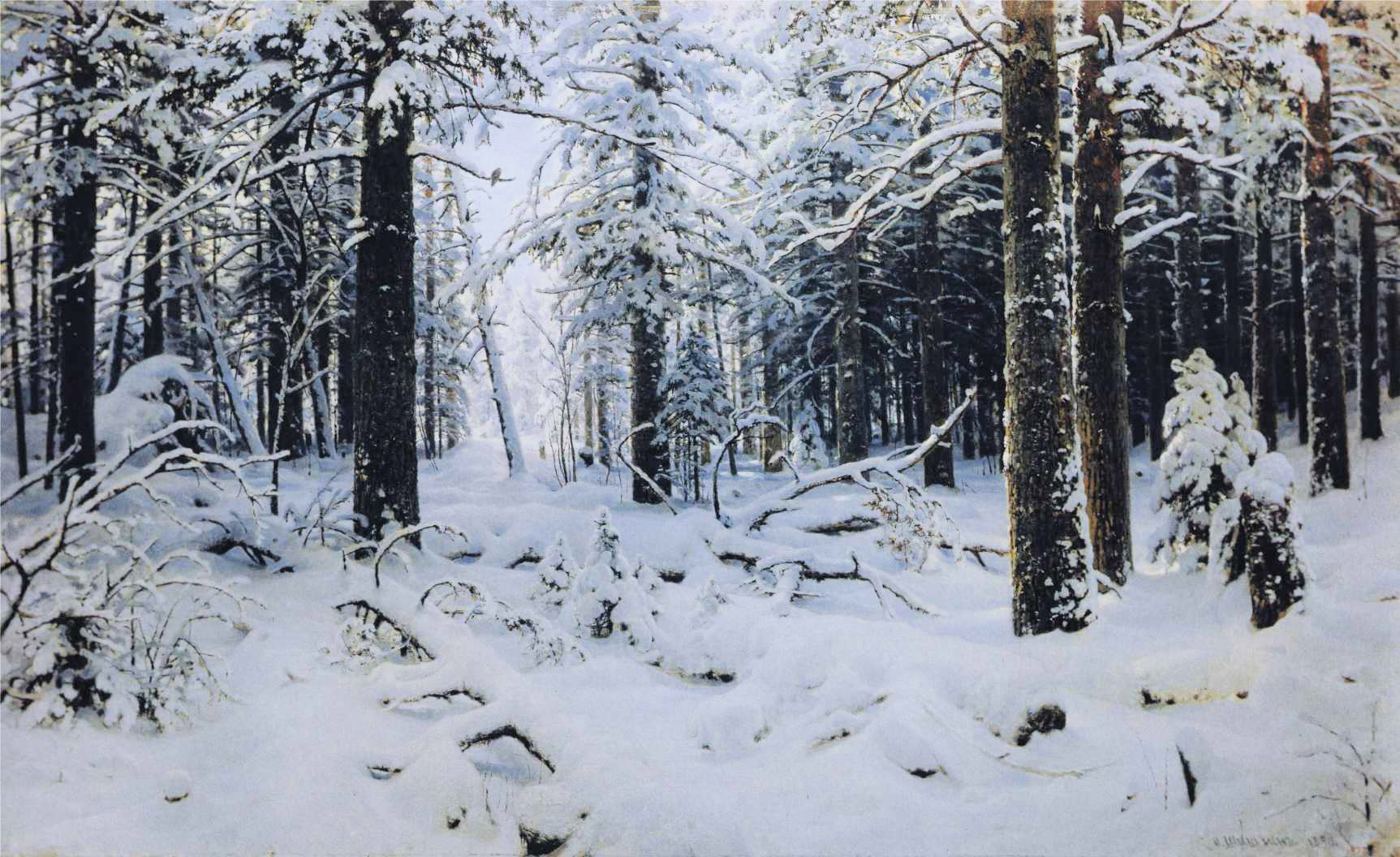
Hivern
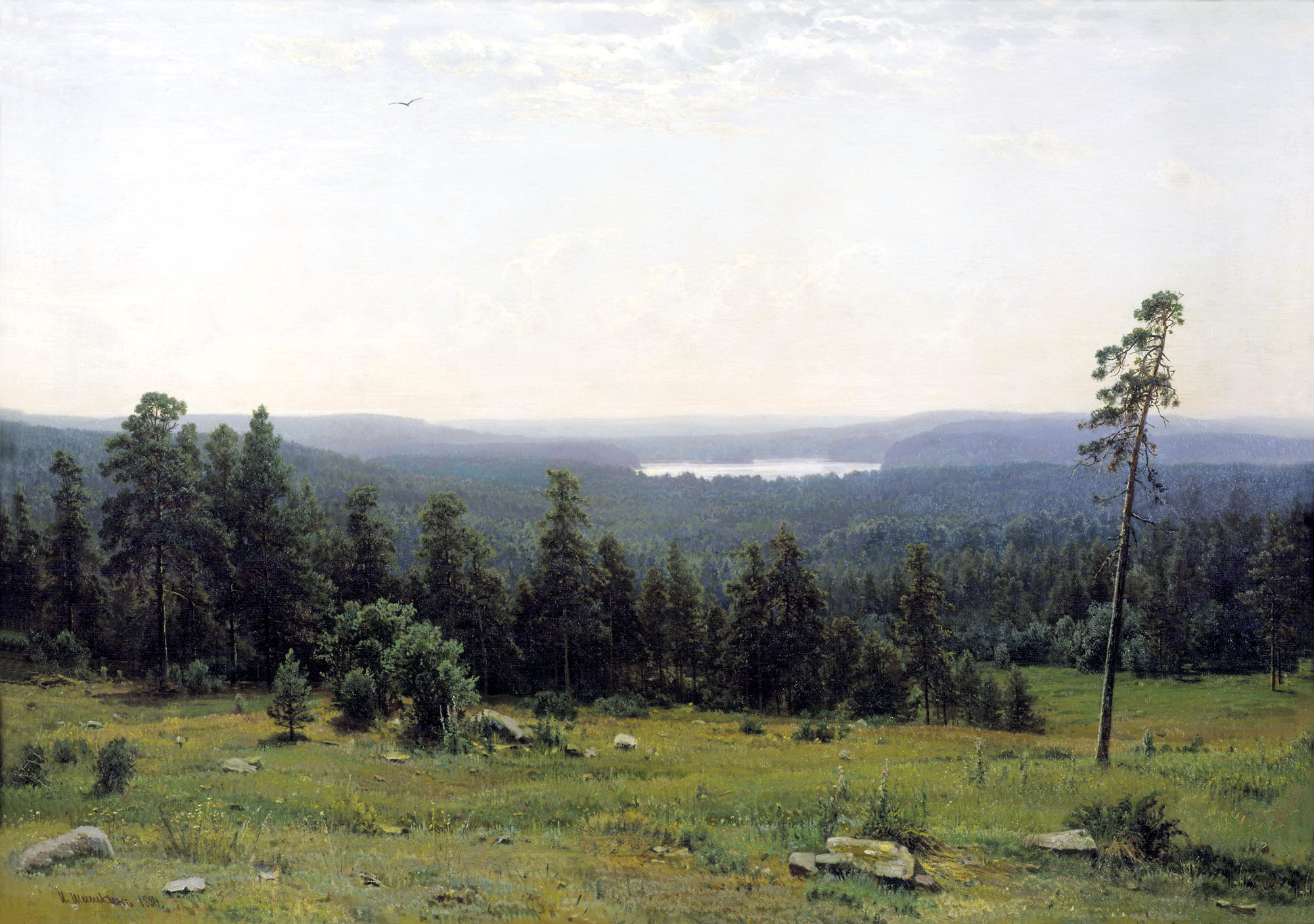
Distància forestal
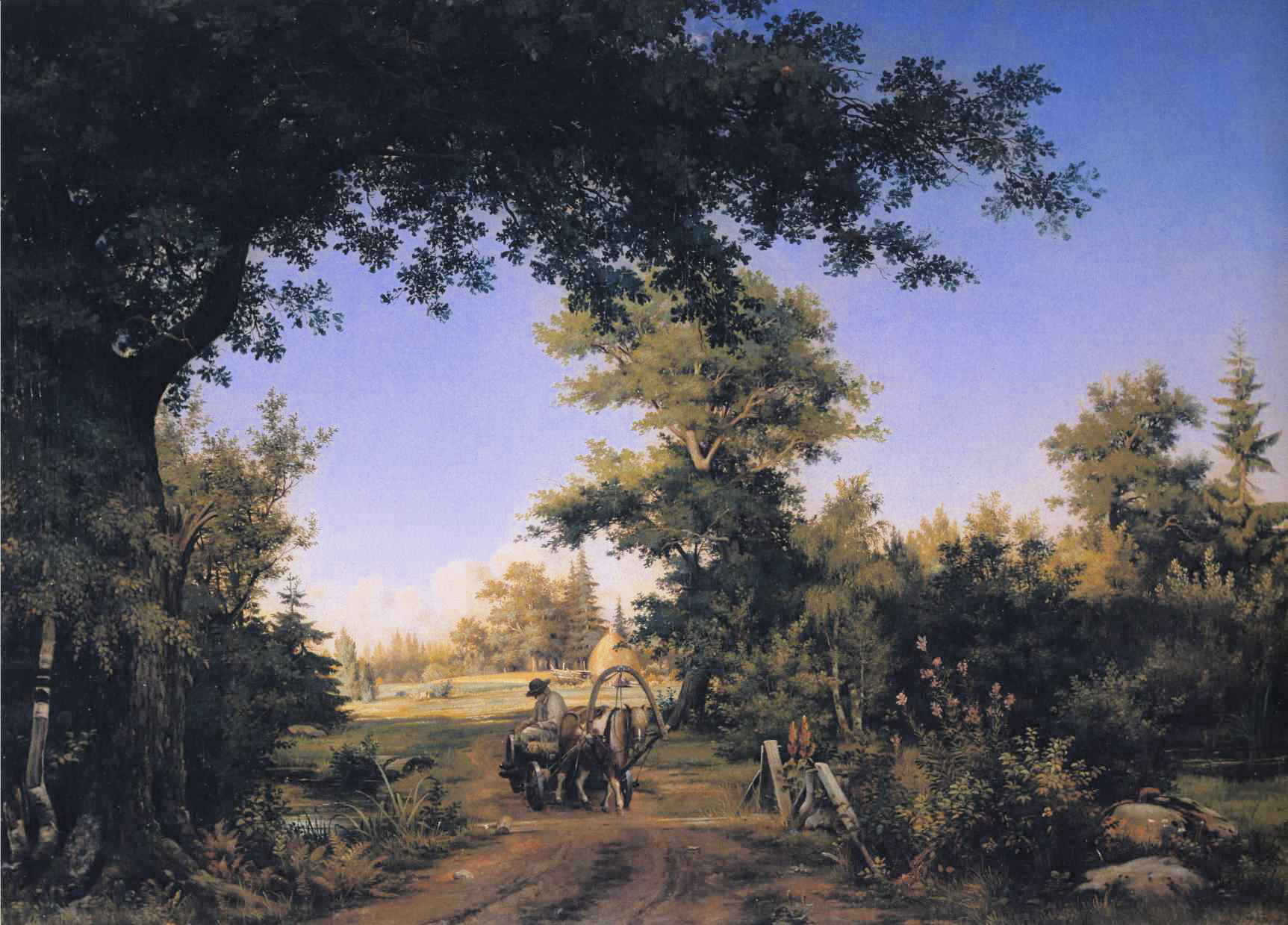
Vista als afores de Sant Petersburg